# Nanning
Nanning (chinesisch 南寧 / 南宁, Pinyin Nánníng, Jyutping Naam4ning4; zhuang Namzningz / Namƨniŋƨ, kurz 邕,  yōng) ist die Hauptstadt der Autonomen Region Guangxi der Zhuang-Nationalität im Süden der Volksrepublik China mit 8.741.584 Einwohnern (Stand: Zensus 2020), davon knapp 1.255.800 in den beiden inneren Stadtbezirken Qingxiu 青秀区 und Xingning 兴宁区 (Stand: Ende 2018). Die Stadt ist 160 Kilometer von der Grenze zu Vietnam entfernt und als Industriestadt (Petrochemie, Metallverarbeitung, Textilindustrie) das politische und kulturelle Zentrum des Autonomen Gebietes. In Nanning leben über 30 Nationalitäten Chinas.

## Administrative Gliederung
Die bezirksfreie Stadt Nanning setzt sich aus sieben Stadtbezirken und fünf Kreisen zusammen (Stand: Ende 2018):
- Stadtbezirk Qingxiu (青秀区), 865 km², 808.000 Einwohner;
- Stadtbezirk Xingning (兴宁区), 723 km², 447.800 Einwohner;
- Stadtbezirk Jiangnan (江南区), 1.183 km², 658.600 Einwohner;
- Stadtbezirk Xixiangtang (西乡塘区), 1.076 km², 1.248.100 Einwohner;
- Stadtbezirk Liangqing (良庆区), 1.369 km², 384.700 Einwohner;
- Stadtbezirk Yongning (邕宁区), 1.231 km², 292.600 Einwohner;
- Stadtbezirk Wuming (武鸣区), 3.389 km², 577.800 Einwohner;
- Kreis Heng (横县), 3.450 km², 912.500 Einwohner;
- Kreis Binyang (宾阳县), 2.306 km², 825.400 Einwohner;
- Kreis Shanglin (上林县), 1.871 km², 366.000 Einwohner;
- Kreis Long’an (隆安县), 2.305 km², 318.400 Einwohner;
- Kreis Mashan (马山县), 2.341 km², 414.200 Einwohner.

## Geschichte

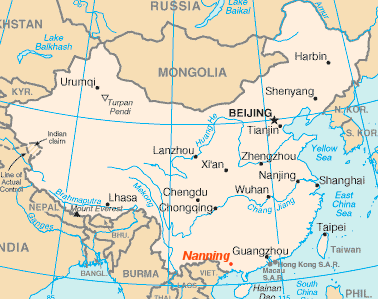
Lage in China

Die Stadt hat eine weit zurückreichende Geschichte und war bereits in der Zeit der Südlichen und Nördlichen Dynastien (420 bis 581) eine militärische Hochburg. Im Jahre 632, zur Tangzeit im sechsten Jahr der Zhēnguān-Regierungszeit vom Kaiser Taizong (唐貞觀六年 / 唐贞观六年,  Táng Zhēnguān Liù Nián), erhielt die damalige Stadt den historischen Namen „Yongzhou“ (邕州,  Yōngzhōu), der heute als Kurzbezeichnung Nannings dient, welcher von einem südwestlichen Wasserlauf namens „Yōngxī“ (邕溪) herstammt. Während der Yuan-Dynastie erhielt Nanning („südlicher Friede“) seinen heutigen Namen und seit 1914 ist es Sitz der Regionalregierung, die sich vorher in Guilin befand. In den 1950er Jahren wurde Nanning zur Hauptstadt der Autonomen Region Guangxi der Zhuang-Minderheit. Seit den 90er Jahren boomt Nanning ähnlich wie andere Städte in China. Besonders der Bauindustrie kommt dies zugute. Im Süden und Osten sind ganze Stadtteile, als Neu-Nanning bezeichnet, entstanden. Der zunehmend offene Grenzverkehr nach Vietnam zeigt sich im Straßenbild an vielen vietnamesischen Firmen und Händlern, die von Nanning aus ihr Handelsnetz nach China hin ausbauen. 2005 fand in Nanning die asiatische Ausstellung zur wirtschaftlichen Entwicklung und Zusammenarbeit statt. Eigens dafür wurde ein großer Park mit Ausstellungshallen angelegt. Alle wichtigen Nationen Asiens waren dort vertreten (u. a. Japan, Südkorea, Philippinen und Indien).

## Geografie

Nanning (dunkelblau) im Autonomen Gebiet Guangxi

Geografisch liegt Nanning etwa 160 km von der chinesisch-vietnamesische Grenze entfernt im Süden des Autonomen Gebietes Guangxi. Die Stadt befindet sich etwa 70 bis 500 m über der Meereshöhe in einer Senke mit hügeligen Landschaft. Nanning liegt in einer subtropischen Klimazone, eingebettet in grüne Hügel mit klaren Seen und Flüssen. Aufgrund des warmen Klimas ist die Artenvielfalt in der lokalen Tier- und Pflanzenwelt mit über 3000 Pflanzenarten besonders groß. Die dichte Vegetation gab Nanning schließlich in China den Namen die "Grüne Stadt" (綠城 / 绿城,  lǜchéng).

## Klimatabelle
|                       | Jan  | Feb  | Mär  | Apr  | Mai  | Jun  | Jul  | Aug  | Sep  | Okt  | Nov  | Dez  |   |      |
| Mittl. Tagesmax. (°C) | 17,2 | 17,7 | 21,6 | 26,3 | 30,6 | 32,0 | 33,1 | 32,7 | 31,7 | 28,4 | 23,8 | 19,8 | ⌀ | 26,3 |
| Mittl. Tagesmin. (°C) | 9,7  | 11,2 | 14,9 | 19,2 | 22,8 | 24,6 | 25,3 | 24,9 | 23,5 | 19,9 | 15,1 | 11,0 | ⌀ | 18,5 |
|                       |      |      |      |      |      |      |      |      |      |      |      |      |   |      |
| Niederschlag (mm)     | 35   | 46   | 50   | 107  | 188  | 216  | 201  | 214  | 125  | 72   | 45   | 23   | Σ | 1322 |
|                       |      |      |      |      |      |      |      |      |      |      |      |      |   |      |
| Sonnenstunden (h/d)   | 2,8  | 2,1  | 2,3  | 3,3  | 5,4  | 5,9  | 7,1  | 6,5  | 6,7  | 5,5  | 5,0  | 4,2  | ⌀ | 4,7  |
|                       |      |      |      |      |      |      |      |      |      |      |      |      |   |      |
| Regentage (d)         | 6    | 8    | 8    | 10   | 12   | 12   | 12   | 13   | 8    | 6    | 5    | 4    | Σ | 104  |
|                       |      |      |      |      |      |      |      |      |      |      |      |      |   |      |
| Luftfeuchtigkeit (%)  | 74   | 79   | 83   | 82   | 80   | 82   | 82   | 82   | 78   | 74   | 75   | 74   | ⌀ | 78,7 |

| 9,7 |

| 11,2 |

| 14,9 |

| 19,2 |

| 22,8 |

| 24,6 |

| 25,3 |

| 24,9 |

| 23,5 |

| 19,9 |

| 15,1 |

| 11,0 |

| 9,7 |

| 11,2 |

| 14,9 |

| 19,2 |

| 22,8 |

| 24,6 |

| 25,3 |

| 24,9 |

| 23,5 |

| 19,9 |

| 15,1 |

| 11,0 |

## Sehenswürdigkeiten
Die wichtigsten Attraktionen der Stadt sind der Volkspark, der Nanhu-Park, das Museum und der botanische Garten. Weitere kulturelle Attraktionen sind unter anderem:
- Das Museum des autonomen Gebietes Guangxi der Zhuang gibt einen Einblick in die Geschichte der verschiedenen ethnischen Minderheiten.
- Nanning ist wegen seiner kulinarischen Angebote in China sehr berühmt. Der Einfluss der vietnamesischen Küche und der Gebrauch spezieller Gewürze gibt dem Essen in Nanning eine besondere Note.
- Das hier im Juni stattfindende Drachenbootfest ist ein besonderer Anziehungspunkt für in- und ausländische Touristen.
- Im Oktober bzw. November findet jährlich das Nanning International Folk Song Festival statt, das fünftgrößte Musik- und Kulturfestival in der VR China.

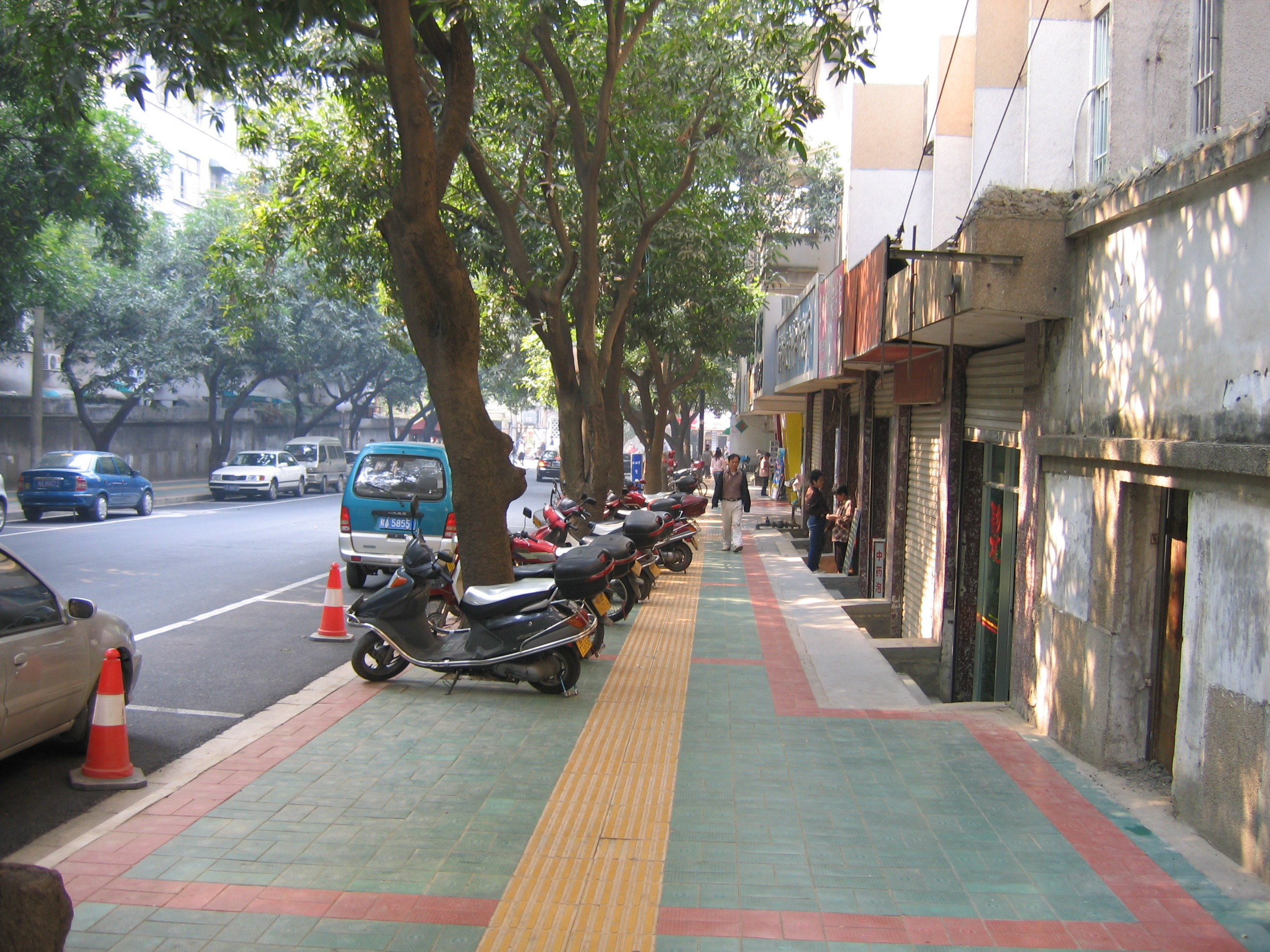
Straße in Nanning, You'ai Jie (2006)
Nanning Volkspark (2006)
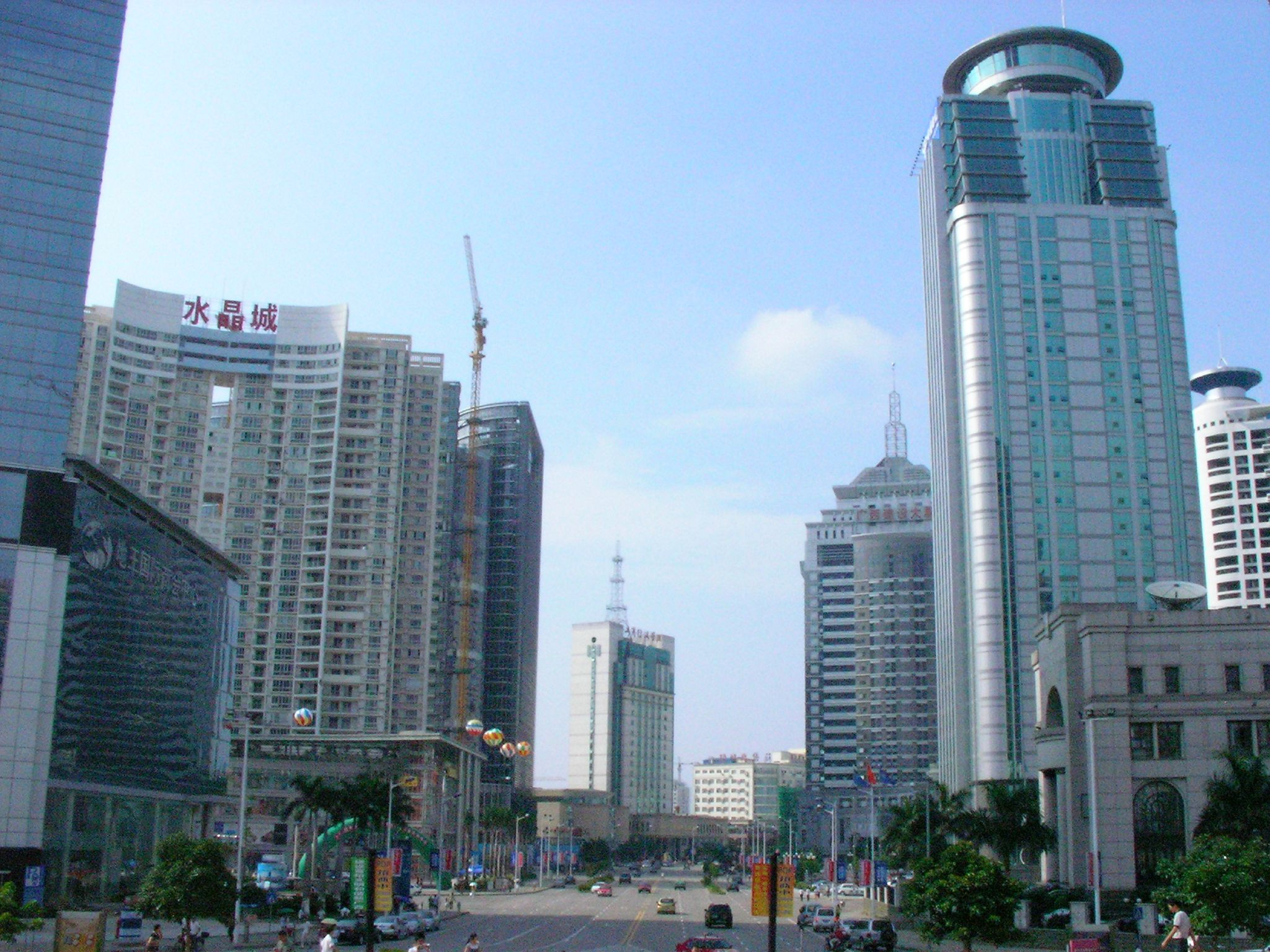
Straßenpanorama in Nanning (2007)
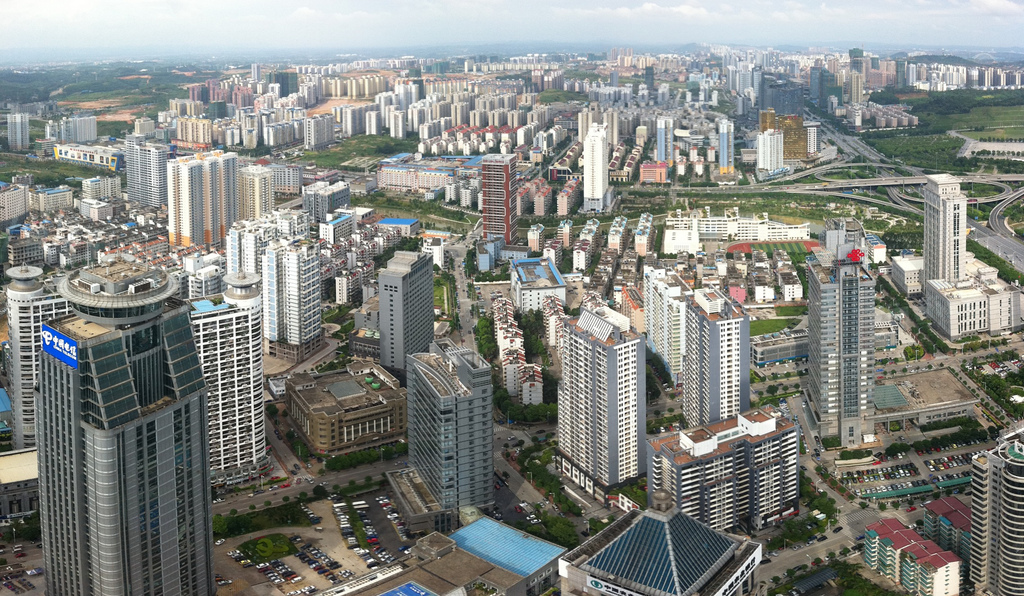
Stadtpanorama von Diwang ICC (2011)

## Bildung
Die Stadt Nanning beherbergt die folgenden Hochschulen und Universitäten:
- Fremdsprachenhochschule Guangxi;
(广西外国语学院,  Guangxi Waiguoyu Xueyuan)
- Guangxi-Universität, gegründet 1928;
(广西大学,  Guangxi Daxue)
- Hochschule für Traditionelle Chinesische Medizin Guangxi;
(广西中医药大学,  Guangxi Zhōngyīyào Daxue, englisch Guangxi University of Chinese Medicine)
- Kunsthochschule Guangxi;
(广西艺术学院,  Guangxi Yishu Xueyuan)
- Medizinische Universität Guangxi;
(广西医科大学,  Guangxi Yike Daxue)
- Nationalitäten-Universität Guangxi;
(广西民族大学,  Guangxi Minzu Daxue)
- Pädagogische Hochschule Guangxi, gegründet 1953
(广西师范学院,  Guangxi Shifan Xueyuan)

## Söhne und Töchter der Stadt
- Kerson Huang (1928–2016), US-amerikanischer theoretischer Physiker
- Qin Hui (* 1953), Historiker
- Wu Shude (* 1959), Gewichtheber
- David Chiu (* 1960), US-amerikanisch-chinesischer Pokerspieler
- Wei Qingguang (* 1962), Tischtennisspieler
- Wang Haibin (* 1973), Florettfechter
- Qin Yiyuan (* 1973), Badmintonspielerin
- Zhou Mi (* 1979), Badmintonspielerin
- Chen Yu (* 1980), Badmintonspieler
- Lu Lu (* 1990), Badmintonspielerin
- He Zi (* 1990), Wasserspringerin
- Lu Kai (* 1991), Badmintonspieler
- Tang Yuanting (* 1994), Badmintonspielerin

## Verkehr

### U-Bahn

Nannings Metronetz (2022)

Die erste Linie der U-Bahn Nanning wurde im Lauf des Jahres 2016 eröffnet: Am 28. Juni 2016 ging zunächst ein 10,4 km langer Teilabschnitt in Betrieb. Gegen Jahresende sind weitere 21,7 km dieser Linie 1, welche jetzt insgesamt 25 Stationen hat, fertig geworden. Am 28. Dezember 2017 wurde der erste Abschnitt der Linie 2 (18 Stationen und 21,2 km Länge) in Betrieb genommen. Bis Ende 2022 folgten drei weitere Linien. Eingesetzt werden Sechswagenzüge des Typs B mit einer Kapazität von 2088 Fahrgästen.
Insgesamt ist ein aus acht Linien bestehendes U-Bahn-Netz geplant, welches eine Gesamtlänge von 252 km haben soll. Die Fertigstellung ist für 2030 anvisiert.

### Eisenbahn

#### Internationale Bahnverbindung

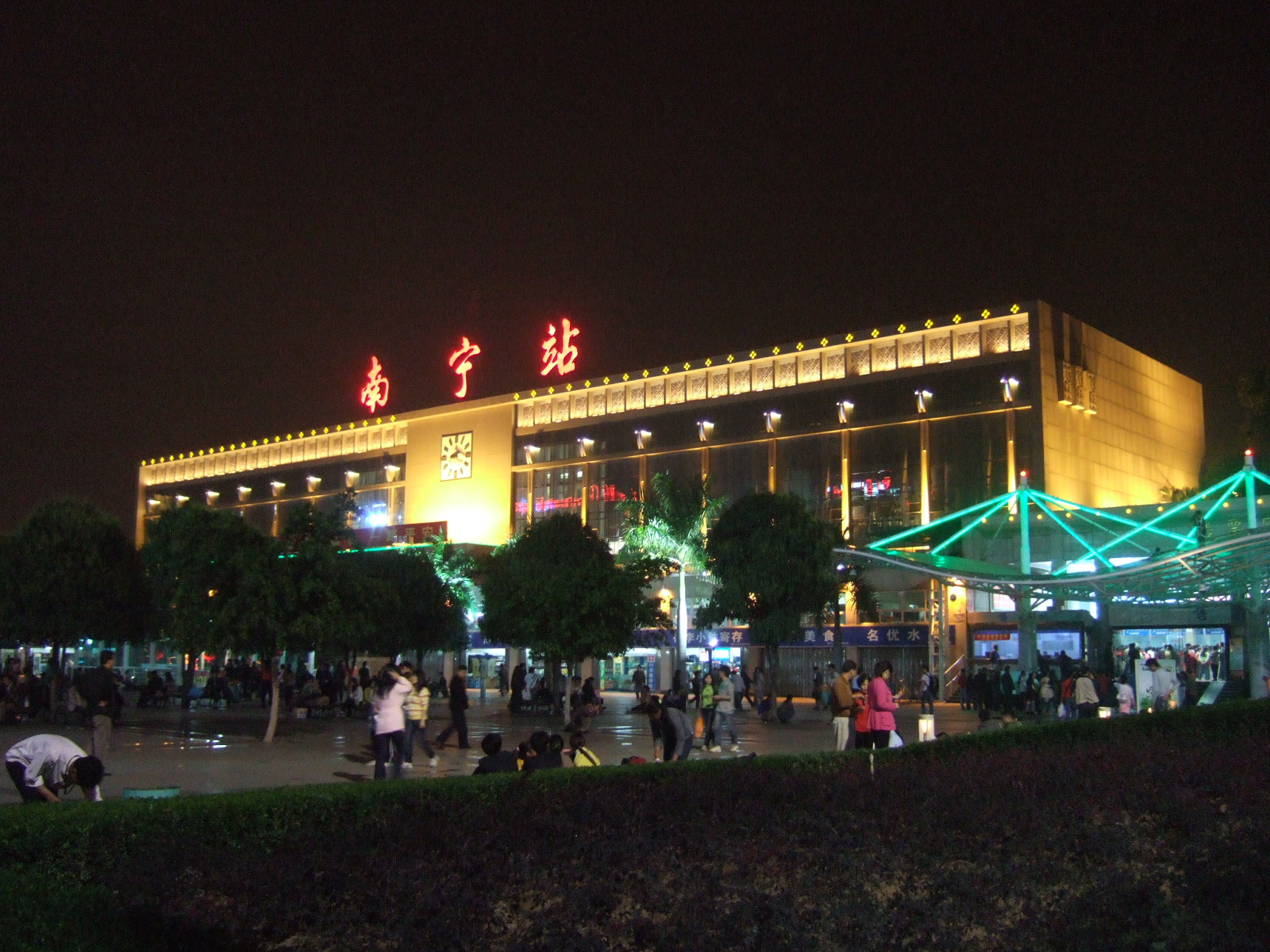
Nanning Hauptbahnhof, Nachtansicht (2007)

Im Jahr 1952 wurde eine Eisenbahnlinie von Nanning zur vietnamesischen Grenze eröffnet, die später nach Hanoi erweitert wurde. Diese Strecke wurde im Zuge des Grenzkrieges mit Vietnam im Jahr 1979 wieder stillgelegt und im Lauf der wirtschaftlichen Reformpolitik reaktiviert. Die Züge auf der kombinierten Normal-/Schmalspurbahn sind für Touristen eine Attraktion. Die Fahrt dauert etwa 12 Stunden. Täglich fährt ein chinesischer Schnellzug, der aus einem Speisewagen, mehreren Schlafwagen mit Vierbettabteilen und Generator- und Gepäckwagen besteht, nach Süden. Die Grenzdurchfahrt mit Passkontrolle nach Vietnam erfolgt gegen 1:00 morgens. Am nächsten Morgen um circa. 4 Uhr morgens erreicht der Zug Gia Lam Station in Hanoi, an der das Normalspurgleis endet. Von hier aus können Passagiere dann mit Bus, Taxi oder Privatfahrzeug in die Stadt weiterfahren.
Chinesischen Presseberichten zufolge soll Nanning Ausgangspunkt einer grenzüberschreitenden Hochgeschwindigkeitsverbindung über Hanoi, Bangkok, Penang und Kuala Lumpur bis nach Singapur werden.

#### Nationale Bahnverbindung
Nanning verfügt über eine gute innerchinesische Bahnanbindung im nationalen Eisenbahnnetz. Gaukler, Händler und Straßenkünstler verkürzen Reisenden am Bahnhof beim Warten die Zeit. Ziele innerhalb Chinas sind unter anderem Guangzhou, Shenzhen, Guilin und Kunming.

### Flughafen

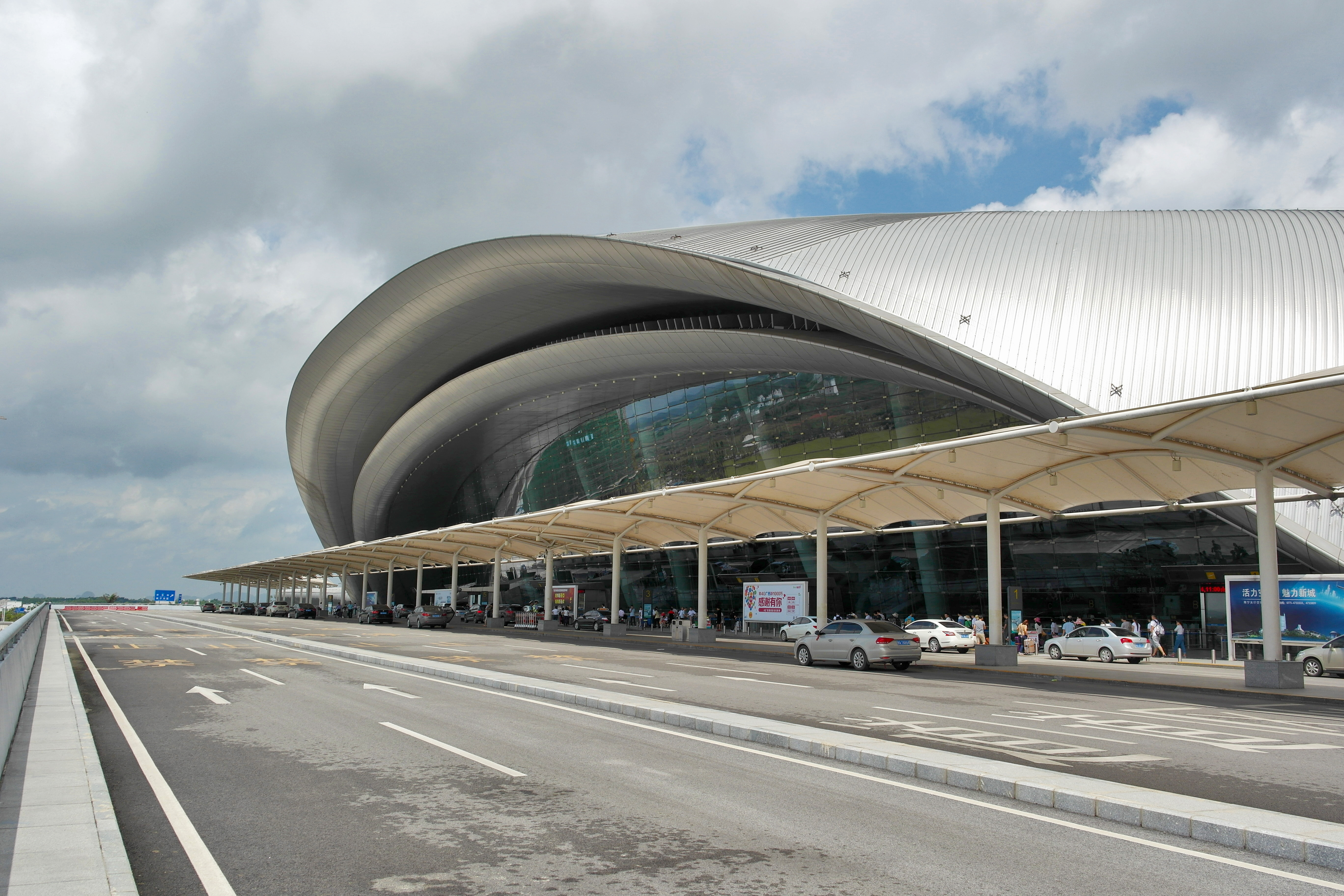
Nanning Wuxu International Airport (2016)

Der kleine, zugleich als Militärflugplatz genutzte Flughafen von Nanning (Kürzel: NNG), liegt 32 km südwestlich des Stadtzentrums in der Großgemeinde Wuxu des Nanninger Stadtbezirks Jiangnan. Er ist für wenig Geld mit dem Bus (Station nähe Bahnhof) im 1/2-Stunden-Takt zu erreichen. Die Straße zum Flughafen ist neu erbaut und als mautpflichtiger 3-spuriger Airport Express Way ausgeschildert. Internationale Verbindungen bestehen unter anderem nach Hongkong und Kuala Lumpur. Inlandsverbindungen werden in ausreichender Frequenz von China Southern Airlines und Shenzhen Airlines in alle wichtigen Städte Chinas bedient, so beispielsweise Peking, Guangzhou, Schanghai, Kunming, Xiamen.

### Autobahn
Nationalstraße 210 (China)

## Partnerstädte
- Banjul,  Gambia (1987)
- Hải Phòng,  Vietnam (1987)
- Bundaberg,  Australien (1998)
- Sihanoukville,  Kambodscha (2000)
- Provo,  Vereinigte Staaten (2000)
- Klagenfurt,  Österreich (2001)
- Khon Kaen,  Thailand (2001)
- Rangun,  Myanmar (2002)
- Victoria,  Kanada (2005)
- Gwacheon,  Südkorea (2005)
- Knowsley,  Vereinigtes Königreich (2005)
- Davao City,  Philippinen (2007)
- Crema,  Italien (2015)
- Cupertino,  Vereinigte Staaten (2017)
- Falls Church,  Vereinigte Staaten (2018)